# میدان گرانشی
میدان گرانشی (به انگلیسی: Gravitational field) در فیزیک، میدان گرانشی یک مدل برای توضیح نفوذی است که یک جرم سنگین در اطراف خود می‌گستراند، و این نیرو بر جرم سنگین دیگری اعمال می‌شود؛ بنابراین، یک میدان گرانشی برای توضیح پدیده‌های گرانشی استفاده می‌شود، و در یکای نیوتن در هر کیلوگرم (Kg/N) اندازه‌گیری می‌شود. در مفهوم سنتی خود، گرانش به عنوان نیرویی تعریف می‌شد که بین چند نقطه دارای جرم برقرار بود. به پیروی از نیوتون، لاپلاس تلاش کرد تا مدل گرانش را مانند مدل میدان پرتو یا شاره الگوسازی کند، و از سدهٔ نوزدهم توضیح و گفتگوها پیرامون گرانش، معمولاً در شرایط مدل میدان به جای یک نقطه، تدریس می‌شود.
در یک مدل میدانی (طیفی)، به جای جذب دو ذره توسط یکدیگر، این ذرات هستند که فضازمان را با جرم خود تحریف و دگرگون می‌کنند، به طوری که اعوجاج حاصله به عنوان یک «نیرو» درک و اندازه‌گیری می‌شود. در چنین مدلی گفته می‌شود که ماده در روش‌های ویژه‌ای در پاسخ به انحنای فضا-زمان حرکت می‌کند، یا هیچ نیروی گرانشی وجود ندارد، و یا این که گرانش یک نیروی خیالی یا شبه‌نیرو است.

## مکانیک کلاسیک

قانون جهانی گرانش نیوتن

مشابه با فیزیک؛ در مکانیک کلاسیک یک میدان گرانشی کمیتی فیزیکی است که می‌تواند با استفاده از قانون جهانی گرانش نیوتن تعریف شود. با تعیین از این راه، زمینهٔ گرانشی G اطراف یک ذره با جرم M یک میدان برداری است که در هر نقطه از یک بردار اشارهٔ مستقیم به سمت این ذره دارد. مقدار در هر نقطه از راه اعمال قانون جهانی محاسبه می‌شود، و نشان دهندهٔ نیرو بر واحد جرم بر روی هر جسم که در آن نقطه در فضاست. از آنجا که نیروی میدان یک نیروی پایستار است، یک انرژی پتانسیل اسکالر در واحد جرم، Φ، در هر نقطه در فضا در ارتباط با زمینه‌های نیرو وجود دارد؛ و پتانسیل گرانشی نامیده می‌شود. معادله میدان گرانشی:
{\displaystyle \mathbf {g} ={\frac {\mathbf {F} }{m}}=-{\frac {{\rm {d}}^{2}\mathbf {R} }{{\rm {d}}t^{2}}}=-GM{\frac {\mathbf {\hat {R}} }{|\mathbf {R} |^{2}}}=-\nabla \Phi ,}

## نسبیت عام
در نسبیت عام میدان گرانشی با حل معادلات میدان اینشتین مشخص می‌شود.
{\displaystyle \mathbf {G} ={\frac {8\pi G}{c^{4}}}\mathbf {T} .}
در اینجا T تنسور تنش-انرژی است، G تنسور اینشتین است، و C سرعت نور است.